# Chuck Hagel

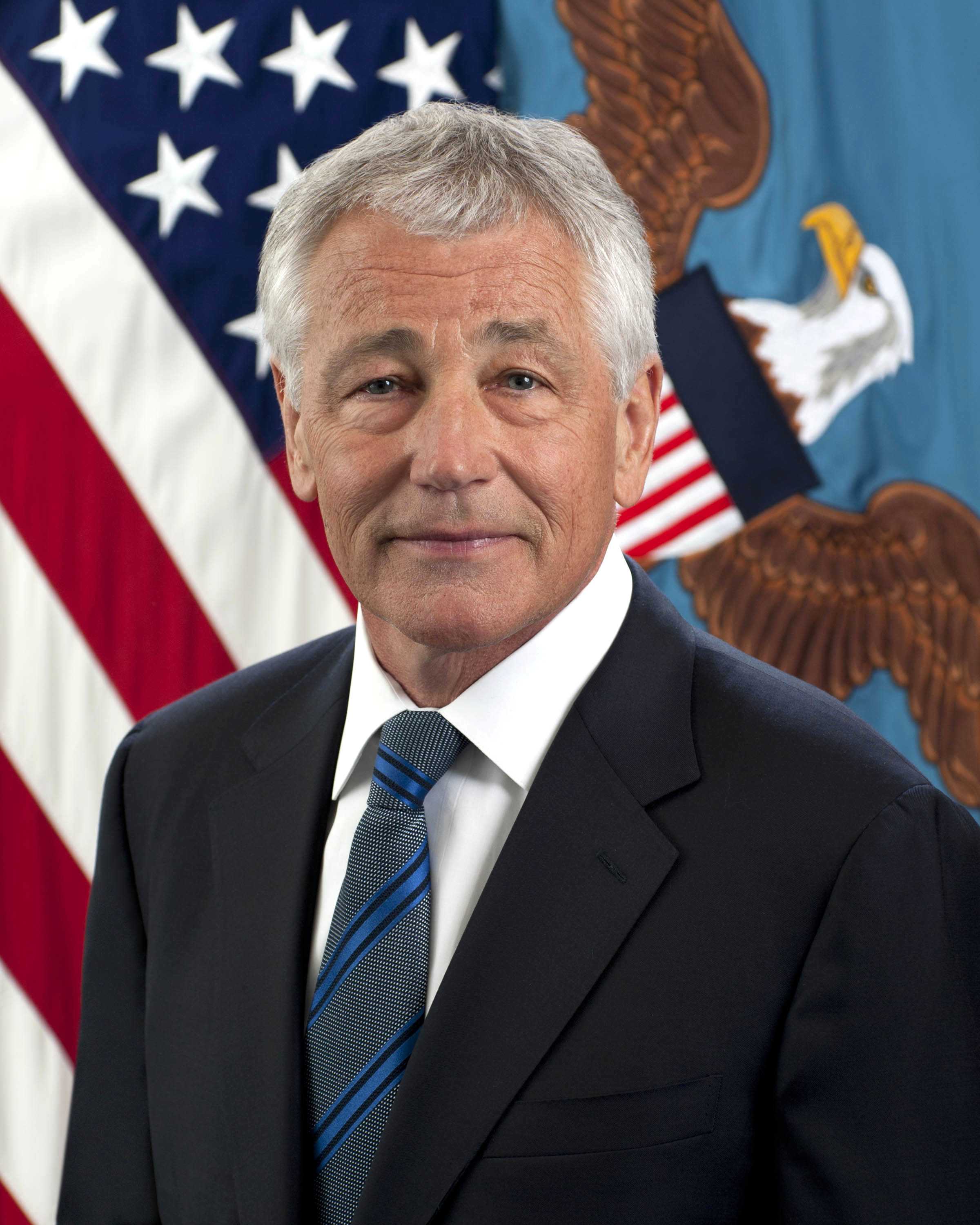
Chuck Hagel (2013)

Charles Timothy „Chuck“ Hagel (* 4. Oktober 1946 in North Platte, Nebraska) ist ein US-amerikanischer Politiker der Republikanischen Partei. Der Vietnam-Veteran war von 1997 bis 2009 US-Senator für den Staat Nebraska. Er arbeitete in Ausschüssen des Außenministeriums und von Nachrichtendiensten und lehrt in Washington, D.C. seit 2009 an der Georgetown University. Vom 27. Februar 2013 bis zum 17. Februar 2015 bekleidete er das Amt des Verteidigungsministers der Vereinigten Staaten in der Regierung von Präsident Barack Obama.

## Werdegang
Hagel wurde 1946 in North Platte, Nebraska als Sohn von Betty und Charles Dean Hagel geboren. Sein Vater war deutscher Herkunft. Hagel besuchte die St. Bonaventure High School in Columbus, Nebraska, und machte 1966 seinen ersten Abschluss am Brown Institute for Radio and Television in Minneapolis. Er schloss sich der US Army an und diente im Vietnamkrieg als Infanteriesoldat in der 9. Infanterie-Division. Aufgrund seiner Verdienste dort erhielt er das Vietnamese Cross of Gallantry, die Army Commendation Medal, den Combat Infantryman Badge und zweimal das Purple Heart. Noch heute befinden sich in seinem Oberkörper Fragmente einer Landmine, durch deren Explosion er im März 1968 verwundet wurde. Er schied 1968 im Rang eines Sergeant aus dem Militär aus. Anschließend war er von 1969 bis 1971 als Nachrichtensprecher und Talkshow-Moderator in Omaha tätig; 1971 graduierte er an der dortigen University of Nebraska.
Zwischen 1971 und 1977 arbeitete Hagel als Assistent im Stab des Kongressabgeordneten John Y. McCollister. Nach einer Tätigkeit als Lobbyist für den Reifenhersteller Firestone in Washington, D.C. war er von 1981 bis 1982 stellvertretender Leiter der Veterans’ Administration, aus der das heutige US-Veteranenministerium hervorging; nach einer Meinungsverschiedenheit mit Behördenleiter Bob Nimmo legte er diesen Posten nieder. Danach gründete er mit Freunden ein Mobilfunkunternehmen, das 1998 von AT&T für geschätzte 1,5 Milliarden Dollar übernommen wurde. Durch seinen Anteil wurde Hagel zum Millionär und hatte die nötigen finanziellen Mittel, in die Politik zu gehen.
1996 trat Chuck Hagel bei der Wahl zum US-Senat in Nebraska an. Er bewarb sich um die Nachfolge des nicht mehr kandidierenden Demokraten J. James Exon, galt jedoch als Außenseiter gegenüber dem amtierenden Gouverneur Ben Nelson. Überraschend erhielt Hagel 56,1 Prozent der Stimmen. Er war damit der erste Republikaner seit Carl Curtis 1972, der eine Senatswahl in Nebraska gewann. Sechs Jahre später erzielte er bei seiner Wiederwahl mit einem Stimmenanteil von 82,8 Prozent das beste Ergebnis in der Geschichte dieses Staates.
Hagel kündigte im September 2007 an, im folgenden Jahr nicht erneut für den Senat zu kandidieren, ließ jedoch die Möglichkeit offen, seinem Land künftig in anderer Funktion zu dienen. Er wurde im Vorfeld der Präsidentschaftswahl 2008 als möglicher Kandidat des Demokraten Barack Obama für das Amt des Verteidigungsministers gehandelt. Auch für den Posten des Vizepräsidenten unter Obama war Hagel im Gespräch. Obama entschied sich jedoch für Robert Gates als Verteidigungsminister und für Joe Biden als Vizepräsidentschaftskandidaten.
2009 wurde er als Nachfolger von James Jones zum Vorsitzenden des Atlantic Council gewählt. Chuck Hagel ist verheiratet mit Lillibet Hagel; die beiden haben zwei Kinder und leben derzeit in Virginia. Zur US-Politik gegenüber dem Iran und dem Nahen und Mittleren Osten allgemein äußerte Hagel in einem Interview im Juni 2008:

„Ich bin für bedingungslose, direkte Verhandlungen. Wir stecken in einer strategischen Sackgasse im Nahen Osten, und das ist unsere eigene Schuld. In den vergangenen sieben Jahren ist die Situation im Nahen Osten schlimmer geworden, ganz egal von welcher Warte aus man es betrachtet. Unsere Politik ist fehlgeschlagen. Wenn wir so weitermachen, wird der gesamte Nahe Osten in Flammen stehen.“

Obama, Petraeus und Hagel über Bagdad (2008)

US-Präsident Barack Obama nominierte Hagel am 7. Januar 2013 als neuen Verteidigungsminister. Nach wochenlangen Debatten (siehe auch Filibuster) und einer ganztägigen Anhörung vor dem Senat am 31. Januar 2013, bei dem er zu verschiedenen umstrittenen Äußerungen Stellung nehmen musste, bestätigte der US-Senat Hagel am 26. Februar 2013 mit der verhältnismäßig knappen Mehrheit von 58 zu 41 Stimmen als neuen Verteidigungsminister. Am folgenden Tag legte er den Amtseid ab und trat damit die Nachfolge von Leon Panetta an. Obwohl Hagel Republikaner ist, lehnten neokonservative Interventionisten seine Nominierung ab, weil er erstens sich kritisch über Israels Siedlungspläne geäußert hat und zweitens infolge seiner eigenen Vergangenheit dem Krieg ablehnend gegenübersteht und die kriegerische Außenpolitik der Vorgängerregierung kritisierte.
Hagel ist der erste US-Verteidigungsminister, der sich öffentlich gegen Nuklearwaffen ausspricht.
Er war unter anderem Mitglied der Kommission, die den Global Zero Handlungsplan für die vollständige weltweite nukleare Abrüstung bis zum Jahr 2030 erstellte. Zudem war er Mitautor eines weiteren Berichts der Global-Zero-Initiative aus dem Jahr 2012, in dem der Plan vorgelegt wurde, innerhalb der nächsten 10 Jahre die Anzahl der US-amerikanischen und russischen Nuklearwaffen um 80 % auf jeweils 900 Waffen zu reduzieren. In einer Stellungnahme vom 31. Januar 2013 anlässlich der oben genannten Anhörung vor dem Senat äußerten die Mitautoren dieses Berichts Richard Burt, James E. Cartwright, Thomas R. Pickering und John Sheehan in einer Presseerklärung, dass Chuck Hagel, ebenso wie sie selbst, eine einseitige Abrüstung ablehne. Solange es Nuklearwaffen gebe, müsse die USA wirkungsvolle Abschreckungsmittel behalten. Die Weiterführung der Nuklearwaffenpolitik des Kalten Krieges entspreche jedoch nicht den Anforderungen des 21. Jahrhunderts und sei nicht im Interesse der nationalen Sicherheit.
Am 24. November 2014 kündigte Hagel seinen Rücktritt vom Amt des Verteidigungsministers an. Über mögliche Gründe für den Rücktritt existieren nur Spekulationen. Bekannt war, dass Hagel andere Ansichten über die Politik gegenüber dem syrischen Präsidenten Assad als Präsident Obama hatte. Sein Nachfolger Ashton Carter wurde am 17. Februar 2015 vereidigt.
Im US-Präsidentschaftswahlkampf 2024 unterstützte Hagel die Kampagne Republicans for Harris.

## Werk
- Chuck Hagel (with Peter Kaminsky): America: Our Next Chapter. Tough Questions, Straight Answers. Ecco, New York 2008, ISBN 978-0-06-143696-3